# 澤納斯 (印第安納州)
澤納斯（英語：Zenas）是位於美國印第安納州詹寧斯縣的一個非建制地區。該地的面積和人口皆未知。